# Johann Ferdinand Heyfelder
Johann Ferdinand Martin Heyfelder (* 19. Januar 1798 in Küstrin; † 21. Juni 1869 in Wiesbaden) war ein deutscher Chirurg und Hochschullehrer in Erlangen sowie 1847 einer der ersten deutschen Anwender der Äthernarkose.

## Leben
Johann Ferdinand Heyfelder, Sohn eines Deichinspektors, zog im Alter von 16 Jahren in die Befreiungskriege gegen Frankreich. Anschließend ging er zum Studium der Medizin an die Universitäten von Berlin, Jena, Würzburg, Tübingen und Breslau. 1817 nahm er am Wartburgfest teil. In Breslau wurde er am 15. März 1820 mit der Dissertation De prosopalgia Fothergilli adnexa singularis huius morbi historia zum Dr. med. promoviert. Danach reiste er durch Deutschland, Österreich und für ein Jahr nach Paris, wo er etwas Zeit verbrachte, um Kontakte zu knüpfen. Er ließ sich nach einer weiteren Reise durch Frankreich 1822 in Trier bis 1831 als praktischer Arzt nieder und begann als wissenschaftlicher Schriftsteller Bücher, insbesondere Übersetzungen aktueller französischer medizinischer Veröffentlichungen, zu schreiben.
Heyfelder wurde von der königlichen Regierung in Trier zum Studium der Choleraepidemie 1831 Richtung Osten (Berlin, Magdeburg, Küstrin und Königsberg) und 1832 nach Frankreich entsandt. Sein bald darauf erschienener Bericht fand diverse Anerkennungen. 1833 folgte er dem Ruf der Fürsten zu Hohenzollern-Sigmaringen als Leibarzt und Medizinalreferent der fürstlichen Landesregierung im Rang eines Medizinalrats nach Sigmaringen. Zudem wurde er Brunnenarzt im hohenzollerischen Kurbad Imnau. In dieser Zeit reformierte er in Sigmaringen das Medizinalwesen nach preußischem Muster und konnte auch Erfahrungen als Chirurg sammeln.
Heyfelder nahm 1841 einen vom Fürsten veranlassten Ruf als Nachfolger von Louis Stromeyer an die Universität Erlangen an. Er wurde dort gegen den Willen der Medizinischen Fakultät Professor der Chirurgie und Augenheilkunde sowie Direktor der Chirurgischen Klinik. Hier erwarb er sich in kurzer Zeit einen guten Ruf als Operateur und Wissenschaftler. Zudem modernisierte er die Ausbildung der Studenten.
Nachdem er am 21. Januar 1847 die aktuelle Ausgabe der Revue méico-chirurgicale de Paris mit einem Artikel über die erste modernen Narkose mittels Äther (Einatmung des Schwefeläthers bei chirurgischen Operationen) gelesen hatte, führte er am 24. Januar 1847, dem Tag der ersten im deutschsprachigen Raum durchgeführten Äthernarkosen, in Erlangen zur Eröffnung eines Glutealabszesses bei dem 26-jährigen Schuhmachergesellen Michael Gegner zeitgleich mit Kollegen in Leipzig die erste Äthernarkose an der Chirurgischen Universitätsklinik Erlangen durch. Heyfelders Narkose schlug jedoch aufgrund wiederholter Hustenanfälle beim Patienten fehl und wurde nach mehrmaligen Versuchen abgebrochen. Am nächsten Tag gelang dann aber trotz erneuter Unterbrechungen durch Hustenanfälle die Operation. Im März 1847 erschien Heyfelders Buch Die Versuche mit dem Schwefeläther, in dem er 108 seiner Äthernarkosen detailliert (und bereits die numerische bzw. „französische Methode“ von Pierre Charles Alexandre Louis anwendend) beschreibt.
Zudem wandte er ab 27. März 1847 als Erster Salzätherinhalationen (mit Chlorethan) zur Herbeiführung von Narkosen durch. Ebenfalls 1847 hatte auch Marie-Jean-Pierre Flourens in Paris Chlorethan klinisch erprobt und als Inhalationsnarkotikum empfohlen. Ab Dezember 1847 verwendete er dazu auch Chloroform. Im Jahr 1848 publizierte er über das Narkosemittel Chloräthyl. Bis Mitte März 1847 wurden etwa 120 Äthernarkosen bei Patienten von 10 Monaten bis 72 Jahren durchgeführt, vor allem bei Zahnextraktionen, aber auch bei größeren Operationen.
Im Jahr 1850 wurde er zudem Direktor des Allgemeinen Universitätskrankenhauses Erlangen. Im Herbst 1854 legte er dort wegen Differenzen mit Kollegen und deren Habitus nachdem er „zeitlich quiesciert“ worden war alle Ämter nieder und ging nach Finnland. Dort war er in russischen Diensten als Oberchirurg der finnischen Truppen und als Chirurg an mehreren Hospitälern tätig und war dabei unter anderem an der Versorgung von Verwundeten aus dem Krimkrieg beteiligt.
Mit seinen Forderungen, dass sich bei chirurgischen Eingriffen in Narkose ein Gehilfe voll und ganz der Anästhesieführung (zum Beispiel bei der Inhalation von Chloroform) und dem Patienten (zur Überwachung der Vitalfunktionen) widmen solle, und dass der „Gebrauch der Aetherinhalationen“ dem „niedern ärztlichen Personale, wie Hebammen, Badern und wie sie sonst heissen“, nicht gestattet werden sollte („wie solches von einzelenen Bayerischen Kreisregierungen schon mit richtigem Tacte angeordnet worden ist“), war er ein „Vorläufer ders modernen Anästhesisten“.
Der Krimkrieg endete mit dem am 30. März 1856 geschlossenen dritten Pariser Frieden. Heyfelder zog danach 1856 nach Sankt Petersburg. Dort war er wieder als Professor der Chirurgie und als Hospitalarzt tätig. 1866 wurde er von der russische Regierung damit beauftragt, die Kriegsschauplätze in Böhmen, die Lazarette im Königreich Sachsen und die Lazarette im Königreich Preußen zu inspizieren. Die Eindrücke verarbeitete er in Publikationen. 1867 war er amtlicher Vertreter Russlands auf dem Congrès médical international de Paris.
Kurz vor seinem Tod, bereits schwer erkrankt, übersiedelte er nach Wiesbaden.

## Ehrungen
Heyfelder wurde am 19. Mai 1828 mit dem Beinamen Rosén zum Mitglied (Matrikel-Nr. 1322) der Deutschen Akademie der Naturforscher Leopoldina gewählt.
1832 erhielt er für seine Ausarbeitungen zur Cholera die königlich preußische kleine Goldmedaille für Kunst und Wissenschaft sowie einen Preis der Medizinischen Gesellschaft von Lyon.
In Sankt Petersburg wurde ihm der Titel Kaiserlich-russischer wirklicher Staatsrat verliehen.

## Publikationen (Auswahl)
- Beobachtungen über die Krankheiten der Neugeborenen etc. nach eigenen Erfahrungen in den Hospitälern zu Paris. 1825.
- Der Selbstmord in arznei-gerichtlicher und in medicinisch-polizeilicher Beziehung. Enslin, Berlin 1828.
- Ueber Bäder und Brunnenkuren besonders an den Mineralquellen des Taunusgebirges namentlich Ems, Schlangenbad, Wiesbaden und Schwalbach. Schlund, Stuttgart 1834.
- Studien im Gebiet der Heilwissenschaft. 2 Bände. Stuttgart 1838–1839.
- Die Heilquellen und Molkencuranstalten des Königr. Württemberg, mit Einschluß der hohenzollernschen Fürstenthümer, des Großherzogth. Baden, des Elsaß und des Wasgau. 1840. (zweite Auflaghe 1846 online)
- Mikroskopische Untersuchung krankhafter Geschwülste. Medicinische Annalen (Heidelberg) 1843, pp.385–407.
- Das chirurgische und Augenkranken-Clinicum der Universität Erlangen vom 1. Oktober 1842 bis zum 30. September 1843. Kunstmann, Erlangen 1843 (ff.)
- Versuche mit dem Salzäther bei Operationen, in der chirurgischen Klinik zu Erlangen. In: Archiv für Physiologische Heilkunde. 6, 1847, S. 441–446.
- Die Versuche mit dem Schwefeläther und die daraus gewonnenen Resultate in der chirurgischen Klinik zu Erlangen. Heyder, Erlangen 1847.
- Die Versuche mit dem Schwefeläther, Salzäther und Chloroform und die daraus gewonnenen Resultate in der chirurgischen Klinik zu Erlangen. Heyder, Erlangen 1848. (online).
- Versuche mit dem Aether muriaticus transchloratus (Éther chlorhydrique chloré, Liqueur des Hollandais chlorée) in der chirurgischen Klinik zu Erlangen. In: Deutsche Klinik. 3, 1851, S. 353–354.
- Ueber Resectionen und Amputationen. Weber, Breslau/Bonn 1854 (online).
- Beobachtungen über die Cholera asiatica. Weber, Bonn 1832 (online).
- Das Verhalten zur Abwehr der Cholera. 2. erweiterte Auflage, Deichert, Erlangen 1854.
- Die Anaesthesia hypnotica. In: Deutsche Klinik. 12, 1860, S. 59–60.